# Rozhřešení
Tento článek se zabývá tímto pojmem v křesťanské teologii. Jiná použití viz Absoluce.

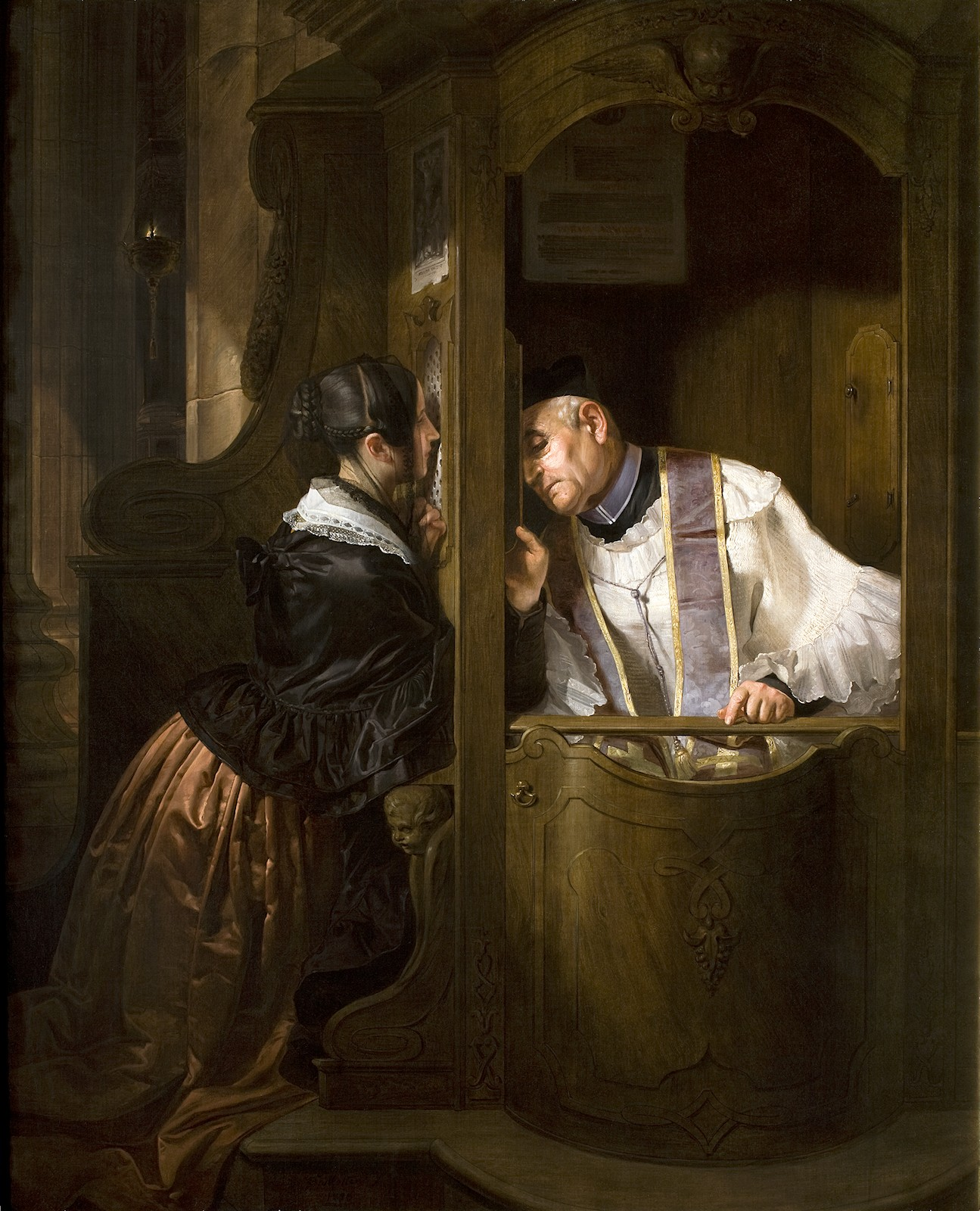
Zpověď, Giuseppe Molteni, 1838

Rozhřešení či absoluce je teologický termín pro odpuštění, které udělují vysvěcení křesťanští kněží a které prožívají křesťanští kajícníci. Jedná se o univerzální prvek historických křesťanských církví, ačkoli teologie a praxe rozhřešení se v jednotlivých křesťanských denominacích liší.
Některé křesťanské tradice považují rozhřešení za svátost – svátost pokání (smíření). S tímto pojetím se setkáváme v katolické církvi, pravoslavné církvi, starobylých východních církvích, asyrské církvi Východu a luteránské církvi. V jiných tradicích, včetně anglikánského společenství a metodismu, je rozhřešení považováno za součást života církve, přičemž Třicet devět článků, respektive Dvacet pět článků počítá rozhřešení mezi pět obřadů popsaných jako „běžně nazývané svátosti, které však nelze počítat za svátosti evangelia“. Zpověď a rozhřešení se praktikuje v irvingovských církvích, i když není svátostí.
Koncept neveřejného rozhřešení v rámci života církve je reformovanou tradicí, která zahrnuje kontinentální reformované, presbyteriánské a kongregacionalistické denominace, do značné míry odmítán. 

## Katolická církev

### Teologie rozhřešení
Viz též Svátost smíření (katolická církev)
Katolická církev učí, že hříchy odpouští pouze Bůh a že Ježíš Kristus, který je vtělený Bůh, si přál, aby jeho služba odpouštění hříchů pokračovala skrze službu jeho církve. „Tím, že Pán předal svým apoštolům svou vlastní moc odpouštět hříchy, dává jim také pravomoc smiřovat hříšníky s církví.“
Katolická církev tedy učí, že rozhřešení je jedním z úkonů vysvěceného služebníka církve ve svátosti smíření, kterým si pokřtěný kajícník s patřičnými dispozicemi může být jist, že mu bude odpuštěno. 
Konkrétní postup a způsob, jakým církev udělovala rozhřešení hříchů, se v průběhu staletí měnil. V prvních staletích se zdá, že křesťané, kteří se po křtu dopustili určitých veřejných smrtelných hříchů (konkrétně modloslužby, vraždy nebo cizoložství), museli své hříchy veřejně vyznat a činit dlouhé veřejné pokání, než mohli dostat rozhřešení. Svatý Augustin z Hippo uvádí, že pro neveřejné hříchy existovalo soukromé slavení svátosti zvané correptio. Postupem času veřejné zpovědi, pokání a rozhřešení ubývalo, takže v sedmém století irští misionáři rozšířili praxi soukromě uděleného okamžitého rozhřešení po soukromém vyznání hříchů a před vykonáním pokání. Tento způsob udělování rozhřešení časem převládl. Pozoruhodné je, že dochované římské liturgické knihy zachovávají formule rozhřešení spíše v deprekativní formě než v deklarativní formě v první osobě.
V době scholastiky usilovali katoličtí teologové o hlubší pochopení svátosti pokání a rozhřešení. Svatý Tomáš Akvinský (kol. 1224–1274) učil: „Bůh sám rozhřešuje a odpouští hříchy ze své moci; kněží však obojí činí služebně, protože slova kněze v této svátosti působí jako nástroje Boží moci, stejně jako v ostatních svátostech: protože je to Boží moc, která působí vnitřně ve všech svátostných znameních, ať už jde o věci nebo slova, jak bylo ukázáno výše (III,62,4; III,64,2). V Summa theologiae III, q.84 ad3 Akvinský označil základní formu rozhřešení, která se používala, jako „ Rozhřešuji tě ve jménu Otce i Syna i Ducha svatého“. Zdálo se však, že naznačuje, že k základním slovům nebo svátostné formě „rozhřešuji tě“ může kněz podle svého uvážení přidat „mocí Kristova utrpení“ nebo „z Boží moci“, aby naznačil svou služebnou roli.
Dva následující koncily katolické církve potvrdily svátostnou formu rozhřešení latinské církve, konkrétně dekret „Pro Armenis“ papeže Evžena IV. z roku 1439 na Florentském koncilu a čtrnácté zasedání Tridentského koncilu v roce 1551, které uvedlo: „Svatá synoda dále učí, že forma svátosti pokání, v níž spočívá její hlavní síla, je obsažena v těchto slovech kněze: Rozhřešuji tě a tak dále: k těmto slovům jsou sice podle zvyku svaté církve chvályhodně připojeny určité modlitby, které však v žádném případě nepovažují za podstatu této formy a nejsou ani nezbytné pro samotné udělení svátosti. Posttridentští teologové včetně Francisca Suáreze, Francisca de Lugo a Augustina Lehmkuhla učili, že rozhřešení bude stále platné, pokud kněz pouze řekne: „Rozhřešují tě od tvých hříchů“ nebo „Rozhřešuji tě“ nebo slova, která jsou jeho přesným ekvivalentem.
Po Druhém vatikánském koncilu schválil papež Pavel VI. revizi obřadu pokání. Papež však znovu potvrdil, že podstatná slova týkající se rozhřešení, tedy formy svátosti, která je nutná k tomu, aby svátost pokání nabyla účinnosti, nebo, řečeno jazykem církevního práva, aby byla „svátostně platná“, jsou následující: „Rozhřešuji tě od tvých hříchů ve jménu Otce i Syna ♱ i Ducha svatého.“ Česká jazyková verze, podle Obřadů pokání z roku 1982 zní: „Uděluji vám rozhřešení ve jménu Otce i Syna + i Ducha svatého“.
Stejně jako u všech svátostí může kajícník přijmout rozhřešení pouze v přítomnosti kněze. Někteří morální teologové říkají, že rozhřešení kajícníka vzdáleného více než dvacet kroků by bylo pochybně platné. Rozhřešení po telefonu jsou považována za neplatná. Osobě v bezvědomí, u níž se předpokládá, že chce rozhřešení, může kněz udělit rozhřešení podmíněně. 
Rozhřešení hříchů především odpouští smrtelné hříchy (a pokud se člověk po platném rozhřešení nedopustí smrtelného hříchu, umožňuje mu zemřít ve „stavu milosti“ a nakonec vstoupit do nebe), ale také umožňuje platné a bezhříšné přijímání svátostí (zejména eucharistie při mši svaté), zákonné vykonávání církevních úřadů a služeb laiky nebo kleriky a plnou účast na životě církve. Pro odpuštění některých zvláště těžkých hříchů a zrušení doprovodných církevních trestů však někdy musí spolu s rozhřešením proběhnout formální procesy, které pak musí (v závislosti na závažnosti druhu hříchu) udělit buď papež (prostřednictvím Apoštolské penitenciárie), místní biskup, nebo jím pověřený kněz. 
Rozhřešení odpouští vinu spojenou s hříchy kajícníka a odstraňuje věčný trest (peklo) spojený se smrtelnými hříchy. Kajícník zůstává odpovědný za časný trest (očistec) spojený s vyznanými hříchy, pokud není uplatněn odpustek nebo pokud díky modlitbě, pokání a dobrým skutkům není časný trest zrušen v tomto životě.

### Generální rozhřešení

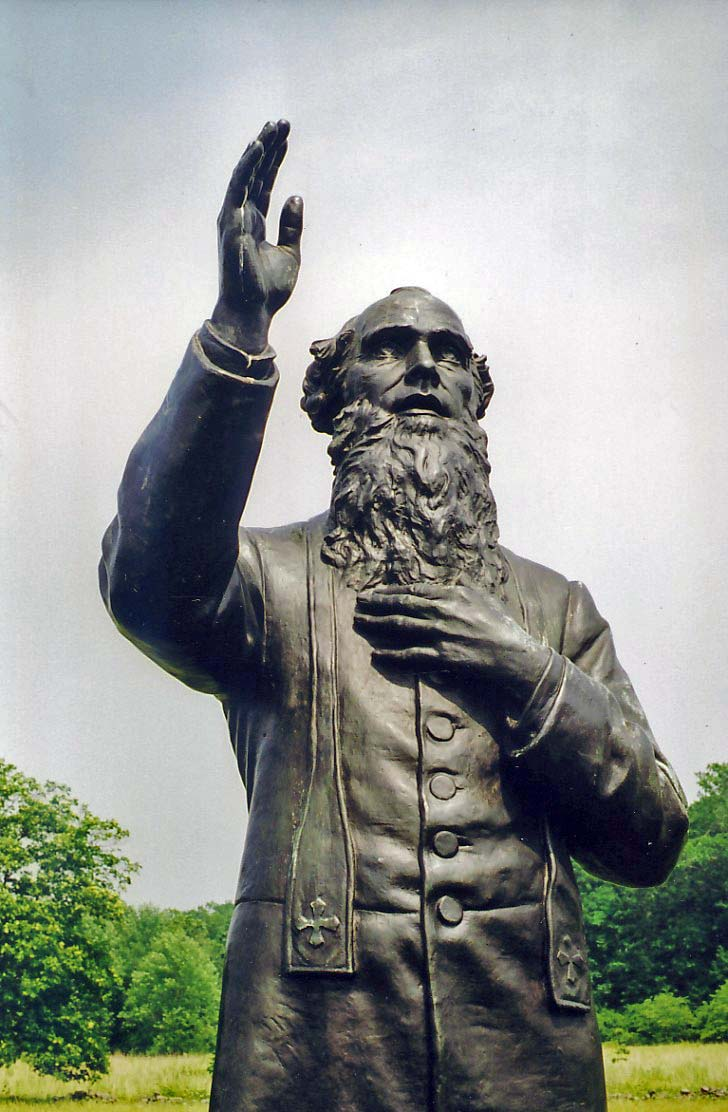
Otec William Corby udělující generální rozhřešení (socha vytvořená v letech 1903–1910) od Samuela Murraye, Gettysburské bojiště, Gettysburg, Pensylvánie

Generální rozhřešení, kdy je všem způsobilým katolíkům shromážděným na daném místě uděleno rozhřešení za hříchy bez předchozí individuální zpovědi knězi, je zákonně uděleno pouze ve dvou případech:
1. existuje bezprostřední nebezpečí smrti a není čas, aby kněz nebo kněží vyslechli zpovědi jednotlivých kajícníků (např. vojákům před bitvou),
2. existuje vážná potřeba, to znamená, že počet kajícníků je tak velký, že není dostatek kněží, kteří by mohli v přiměřené době (za kterou se obecně považuje 1 měsíc) řádně vyslechnout jednotlivé zpovědi, takže by katolíci bez vlastního zavinění byli nuceni být zbaveni svátosti nebo přijímání. Diecézní biskup musí dát předchozí svolení, aby mohlo být za těchto okolností uděleno generální rozhřešení. Je důležité poznamenat, že výskyt velkého počtu kajícníků, jaký se může vyskytnout na pouti nebo při kající bohoslužbě, se nepovažuje za dostatečný důvod k povolení všeobecného rozhřešení. Druhá okolnost se tedy předpokládá spíše pro misijní území, kde kněží mohou navštívit některé vesnice jen několikrát do roka.

Pro platné přijetí všeobecného rozhřešení musí kajícník litovat všech svých smrtelných hříchů a musí být rozhodnut co nejdříve se vyzpovídat ze všech smrtelných hříchů, které mu byly při všeobecném rozhřešení odpuštěny. Každý, kdo obdrží generální rozhřešení, je také povinen co nejdříve vykonat úplnou individuální zpověď u kněze. Historickým příkladem je rozhřešení, které udělil William Corby irské brigádě během bitvy u Gettysburgu v roce 1863. Současnými příklady generálního rozhřešení jsou havárie jaderné elektrárny Three Mile Island, kde bylo generální rozhřešení uděleno všem katolíkům ohroženým touto havárií, a hasiči, z nichž mnozí byli Italové a Irové, kterým místní kněží udělili generální rozhřešení, než se vydali do hořících Světových obchodních věží při teroristických útocích 11. září 2001.
Správné přesvědčení o bezprostředním nebezpečí smrti je dostatečným důvodem k vykonání obřadu, i když skutečné nebezpečí nemusí ve skutečnosti existovat. Generální rozhřešení udělil honolulský biskup Clarence Richard Silva lidem na církevním programu během falešného raketového poplachu na Havaji v roce 2018, protože se věřilo, že hrozí přímý jaderný útok ze Severní Koreje.

### Latinská církev
Rozhřešení je v celém katolicismu nedílnou součástí svátosti smíření. Aby kajícník platně obdržel rozhřešení, musí se upřímně svátostně vyzpovídat ze všech svých poznaných smrtelných hříchů, které dosud nevyznal knězi, a učinit akt lítosti (druh modliteb), který vyjadřuje jak pohnutky k lítosti, tak odhodlání už nehřešit. Kněz pak určí pokání a udělí rozhřešení ve jménu Nejsvětější Trojice, na místě Ježíše Krista, za použití stanovené svátostné formule.
Formule rozhřešení používaná v řádném formuláři římského ritu je v českém překladu následující: 
Bůh, Otec veškerého milosrdenství,
smrtí a vzkříšením svého Syna
smířil se sebou celý svět
a na odpuštění hříchů dal svého svatého Ducha;
ať vám (ti) skrze tuto službu církve odpustí hříchy
a naplní vás (tě) pokojem.

UDĚLUJI VÁM (TI) ROZHŘEŠENÍ
VE JMÉNU OTCE I SYNA + I DUCHA SVATÉHO.
V různých zemích dochází v překladech z latiny do národních jazyků upřesňování. Např. během jarního zasedání v roce 2021 provedla Konference katolických biskupů Spojených států některé úpravy textu, aby byl překlad přesnější k latinskému originálu. Po úpravách USCCB je v dubnu 2022 schválilo vatikánské dikasterium (tehdejší kongregace) pro bohoslužbu a svátosti. Změny vstoupily v platnost na Popeleční středu 22. února 2023 a závaznými se staly na Neděli Božího milosrdenství 16. dubna 2023:
Bůh, Otec milosrdenství, skrze smrt a zmrtvýchvstání svého Syna smířil svět se sebou a vylil Ducha svatého na odpuštění hříchů; skrze službu církve ať vám Bůh udělí odpuštění a pokoj a já vás zbavuji hříchů ve jménu Otce i Syna ♱ i Ducha svatého. Amen.
God, the Father of mercies, through the death and resurrection of his Son has reconciled the world to himself and poured out the Holy Spirit for the forgiveness of sins; through the ministry of the Church may God grant you pardon and peace, and I absolve you from your sins in the name of the Father, and of the Son, ♱ and of the Holy Spirit. Amen.
V liturgii po skončení II. vatikánského koncilu se pro zrušení exkomunikace a interdiktu používá samostatný formulář; ve starším formuláři je zrušení exkomunikace a interdiktu součástí stejné formule jako rozhřešení. Starší forma schválená pro římský rituál po tridentském koncilu, mimořádná forma římského ritu, je následující: 
Kéž vás náš Pán Ježíš Kristus zprostí viny a já vás z jeho pověření zbavuji všech pout exkomunikace (suspenze) a interdiktu, nakolik jsem toho schopen a nakolik to vyžadujete. Tímto vás rozhřešuji od vašich hříchů ve jménu Otce i Syna ♱ i Ducha svatého. Amen.
Obě formy začínají deprekativem absoluce ve třetí osobě konjunktivu a poté končí první osobou indikativu deklarativu absoluce. Tím je zdůrazněna Bohem daná autorita kněze jako otce, lékaře, učitele a zejména soudce s mocí svazovat a rozvazovat.
Dříve se modlili, aby Kristus rozhřešil, a kněz pak rozhřešoval z Kristovy autority a ve jménu tří osob Nejsvětější Trojice. Novější modlitba (v angličtině) naznačuje, že „Bůh Otec“ nebo Trojice rozhřešuje, když se kněz modlí, aby Bůh skrze službu církve udělil odpuštění a pokoj, aniž by použil slovo rozhřešení. 

#### Pomocné formule
Této formuli předcházejí dvě krátké modlitby podobné těm, které se používají při mimořádné formě mše po Confiteor. Nejprve se kněz modlí: „Kéž se nad vámi všemohoucí Bůh smiluje a po odpuštění vašich hříchů vás uvede do věčného života. Amen.“ Následuje věta: „Kéž vám všemohoucí a milosrdný Pán udělí odpustky, rozhřešení a odpuštění vašich hříchů. Amen.“ Obě tyto věty lze z oprávněného důvodu vynechat. 
Další modlitbou, která byla předepsána, ale v rituálu před rokem 1970 mohla být z oprávněných důvodů vynechána, je krátká modlitba za duchovní blaho kajícníka, kterou někteří kněží stále používají při použití rozhřešení schváleného papežem Pavlem VI: „Umučení našeho Pána Ježíše Krista, zásluhy Panny Marie a všech svatých a také všechno dobré, co konáš, nebo zlé, co snášíš, ať je důvodem k odpuštění tvých hříchů, k rozmnožení milosti a k odměně věčného života. Amen.“ Tato modlitba ukazuje pojmy zásluh a společenství svatých v širším kontextu milosti, jak ji chápe katolická teologie. 

#### Pohřební obřady
Viz též: Rozhřešení zemřelých
Římský ritus má i jiné modlitby za odpuštění, které se nepovažují za svátostné rozhřešení. Například rozhřešení zemřelých je série modliteb, které se říkají po zádušní mši (Rekviem), tedy po pohřební mši. Tyto modlitby mají formu kolekty (s krátkým zakončením, když není přítomno tělo). Rozhřešení mrtvých neodpouští hříchy ani neuděluje svátostné rozhřešení svátosti pokání. Jde spíše o sérii modliteb obětovaných a spojených se svatou obětí mše svaté, v nichž se prosí Bůh, aby dokonalá oběť a modlitby jeho Syna byly přijaty a pomohly vysvobodit duši člověka z utrpení časného trestu v očistci kvůli hříchům, které byly člověku odpuštěny během jeho života. Rozhřešení mrtvých používané v tridentské mši je následující:
Modleme se. Bože, jemuž náleží vždy milosrdenství a ušetření, pokorně Tě prosíme za duši Tvého služebníka N., které jsi dnes přikázal odejít z tohoto světa: abys ho (ji) nevydal do rukou nepřítele, ani na něj (ni) navždy nezapomněl, ale přikázal, aby byl (ji) vzat(a) svatými anděly a uveden(a) do naší vlasti ráje, aby, protože v Tebe uvěřil(a) a doufal(a), nepodstupoval(a) pekelné bolesti, ale aby měl(a) věčné radosti. Skrze našeho Pána Ježíše Krista, tvého Syna, který s tebou žije a kraluje v jednotě Ducha svatého, Boha, na věky věků. Amen.
Když není tělo přítomno, používá se jiná modlitba rozhřešení: 
Modleme se. Prosíme tě, Pane, o rozhřešení duše tvého služebníka N., aby, když zemřel pro svět a žil pro tebe, a cokoli spáchal ze slabosti těla lidským jednáním, zahlaď odpuštěním ze své nejmilosrdnější dobroty. Skrze Krista, našeho Pána. Amen.

#### Nesvátostné rozhřešení
Modlitby rozhřešení s různými předepsanými formulacemi mohou kněží nabízet skupinám lidí i mimo mši. 
Každé officium nocturnum před liturgií hodin římského breviáře obsahuje krátké rozhřešení předepsaným žalmem.

### Východní katolické církve
Ke katolické církvi patří také dvacet tři východních katolických církví sui iuris, které jsou v jednotě s latinskou katolickou církví, ale zachovávají si vlastní odlišné obřady a zvyky, mezi něž patří i modlitba rozhřešení. 

#### Byzantské katolické církve
Byzantský ritus pochází původně z Antiochie, ale rozvinul se v Konstantinopoli a poté se rozšířil do slovanských zemí.

#### Rusínská řeckokatolická církev
V rusínské církvi kněz položí na hlavu kajícníka epitrachelion (štólu), vloží na něj ruce a odříká modlitbu rozhřešení: 
Kéž vám náš Pán a Bůh Ježíš Kristus skrze milost a slitování své lásky k lidstvu odpustí všechna vaše provinění. A já, nehodný kněz, vám z jeho moci, kterou mi dal, odpouštím a rozhřešuji všechny vaše hříchy ve jménu Otce i Syna i Ducha svatého. Amen.
Alternativní modlitba rozhřešení může znít:
Kéž Bůh, který odpustil Davidovi skrze proroka Nátana, když vyznal své hříchy, a Petrovi, který hořce plakal pro své zapření, a hříšné ženě, která plakala u jeho nohou, a celníkovi a marnotratnému synovi, kéž tentýž Bůh skrze mne, hříšníka, odpustí všechno na tomto i budoucím světě a postaví tě bez trestu před svou strašnou soudnou stolici. Nemějte už žádnou starost o hříchy, které jste vyznali, a jděte v pokoji.

#### Rusínská nesvátostná rozhřešení
V rusínském pohřebním rituálu je nesakramentální „modlitba rozhřešení“ zemřelých na hřbitově následujícího znění: 
Kéž náš Pán a Bůh Ježíš Kristus, který dal svým svatým učedníkům a apoštolům božskou moc svazovat a rozvazovat hříchy padlých a od něhož jsme zase my přijali povinnost činit totéž, odpustí tobě, duchovní dítě, N., cokoli jsi ve svém životě spáchal úmyslně nebo z lidské slabosti, nyní i navždy. Amen.

#### Ukrajinská řeckokatolická církev
Ukrajinská řeckokatolická církev předepisuje podobný formulář v angličtině. Kněz může kajícníkovi položit na hlavu epitrachelion (štólu) a udělat na jeho hlavě znamení kříže, pak řekne: 
Kéž ti, mé dítě N., náš Pán a Bůh Ježíš Kristus z milosti a slitování své lásky k nám odpustí všechny tvé viny a já, nehodný kněz, ti z jeho moci, kterou mi dal, odpouštím a rozhřešuji všechny tvé hříchy ve jménu ♱ Otce i Syna i Ducha svatého. Amen.

#### Melchitská řeckokatolická církev
V melchitské řeckokatolické církvi může kněz poté, co se kajícník vyzpovídá ze svých hříchů, pronést několik slov a uložit pokání. Poté zvedne pravou ruku nad hlavu kajícníka a pronese slova rozhřešení:
Náš Pán a Bůh Ježíš Kristus, který dal tento příkaz svým božským a svatým učedníkům a apoštolům, aby rozvazovali a svazovali hříchy lidí, vám z výsosti odpouští všechny vaše hříchy a provinění. Já, jeho nehodný služebník, který jsem od těchto apoštolů přijal moc činit totéž, vás rozhřešuji od všech odsouzení, nakolik mohu a jsem schopen, podle toho, jak toho potřebujete. Kromě toho vás rozhřešuji od všech vašich hříchů, které jste vyznali před Bohem a mou nehodností. Ve jménu ♱ Otce i Syna i Ducha svatého. Amen.
Kněz může říci následující větu, která však není nutná pro rozhřešení: 
Bůh skrze proroka Nátana odpustil Davidovi jeho hříchy, Petr proléval hořké slzy nad svým zapřením, cizoložnice plakala u jeho nohou, celník a marnotratný syn. Kéž tentýž Bůh skrze mne, hříšníka, odpustí + vám všechno v tomto životě i v životě budoucím. A kéž před jeho úžasnou soudnou stolicí obstojíte bez odsouzení, neboť jeho jméno je požehnané na věky věků. Amen.

##### Melchitské nesvátostné rozhřešení
V melchitském „Pohřebním obřadu za zemřelé“ je nesvátostné rozhřešení zemřelých:
Prosme o Boží milosrdenství, nebeské království a odpuštění jeho (jejích) hříchů skrze Krista, našeho nesmrtelného Krále a Boha. Modleme se k Pánu. Pane, smiluj se.
Bože všech duchů a všech těl, který jsi zničil smrt, přemohl ďábla a dal světu život: dej, Pane, duši svého služebníka N., který odešel z tohoto života, aby spočinula na místě světla, na místě štěstí, na místě pokoje, kde není bolesti, zármutku ani vzdechu. A protože jsi milosrdný Bůh a milovník lidstva, odpusť mu (jí) každý hřích, kterého se dopustil myšlenkou, slovem nebo skutkem, neboť není člověka, který by žil a nehřešil: Ty sám jsi bez hříchu, Tvá spravedlnost je věčná a Tvé slovo je pravdivé. Ty jsi Vzkříšení a Život a Odpočinutí Tvého zesnulého služebníka (nebo služebnice) N., Kriste, náš Bože, a my Ti vzdáváme slávu spolu s Tvým věčným Otcem a Tvým všesvatým, dobrým a životodárným Duchem, nyní i vždycky a na věky věků. Amen.

#### Nebyzantské katolické církve
Následující modlitby používají východní katolické církve, které se hlásí k alexandrijskému, západosyrskému nebo východosyrskému ritu.

#### Koptská katolická církev
Koptská katolická církev používá jako formu svátostného rozhřešení „rozhřešení Syna“.

#### Maronitská katolická církev
Zatímco dříve měla maronitská katolická církev své vlastní formy rozhřešení, v současnosti se používá forma římského ritu, která vznikla po Druhém vatikánském koncilu.

#### Syromalabarská katolická církev
Syromalabarská katolická církev se řídí malabarským ritem. Poté, co se kajícník vyzpovídá ze svých hříchů a kněz mu dá včasnou radu a pokání, má kněz na výběr několik nepovinných modliteb rozhřešení. Natáhne nad kajícníka pravou ruku a řekne: 
Milostí Pána, který posvěcuje kající hříšníky, jste zproštěni všech svých hříchů. Ve jménu Otce i Syna ♱ Ducha svatého. Amen.
Tato modlitba používá pasivní hlas a indikativ, aby prohlásila, že je člověku odpuštěno. Další možnost používá aktivní hlas a subjunktivní způsob k modlitbě, aby bylo osobě odpuštěno.
Kéž tě Pán, který posvěcuje kající hříšníky, zprostí tvých hříchů a učiní tě hodným věčného života. Ve jménu Otce i Syna ♱ a Ducha svatého. Amen.
Třetí možnost je v aktivním tvaru s imperativem nebo rozkazovacím způsobem: 
Pane, Ty, který snímáš hříchy a posvěcuješ hříšníka, smyj milostivě skvrny tohoto služebníka a očisti ho (ji). Ať je Tvou milostí, osvobozen od všech hříchů, shledán hodným věčného života. Nyní, vždycky ♱ a navždy. Amen.
Po rozhřešení kněz pokračuje požehnáním: 
Kéž vám Bůh, který vás smířil se sebou samým, požehná, abyste žili ve společenství s církví a svými bratry. Kéž vám pomůže uskutečnit obnovu života, kterou jste započal. Jděte v pokoji.
Mezitím existuje ještě jedna modlitba pro udělení rozhřešení někomu, kdo je v nebezpečí smrti, která používá prosebnou formu: 
Kéž Pán, který posvěcuje kající hříšníky, odpustí vaše hříchy a učiní vás hodnými věčného života. Ve jménu Otce i Syna ♱ a Ducha svatého. Amen.

#### Chaldejská katolická církev
Před reformou své liturgie používali chaldejští katolíci formu rozhřešení z římského ritu, ale přeloženou do syrštiny. 

## Pravoslavná církev
Pravoslavná církev vždy věřila, že církev má moc odpouštět hříchy od Krista. To je jasně vyjádřeno ve formulích rozhřešení, které jsou v platnosti ve všech větvích pravoslaví, a také od dob protestantské reformace v dekretech konstantinopolské synody z roku 1638, jassijské synody z roku 1642 a jeruzalémské synody z roku 1672. Pravoslavní také potvrdili tuto svátost v reakci na herezi konstantinopolského patriarchy Cyrila Lucarise III. Na synodě v Jeruzalémě pravoslavní biskupové potvrdili svou víru v sedm svátostí, mezi nimiž je i svátost pokání, o níž se věří, že ji ustanovil Ježíš Kristus, když řekl apoštolům večer po svém zmrtvýchvstání: „Komu odpustíte hříchy, tomu jsou odpuštěny, komu je neodpustíte, tomu odpuštěny nejsou.“

### Řecké jazykové prostředí
V byzantské církvi se tato služba často připisuje konstantinopolskému patriarchovi Janu Postníkovi (582–595 n. l.). Pochází však spíše z 11. století. V rozhřešení se stejně jako v současném řeckém euchologionu používá deprekační forma, aby se zdůraznilo, že je to především Bůh, kdo skrze kněze odpouští. Po vyslechnutí kajícníka v souladu s tradicí seznamů Kanonaria před ikonostasem se kněz modlí:
Mé duchovní dítě, N., který jsi vyznal mé pokorné osobě, že já, pokorný a hříšník, nemám na zemi moc odpouštět hříchy, ale jen Bůh, ale díky onomu božsky vyřčenému slovu, které přišlo k apoštolům po zmrtvýchvstání našeho Pána Ježíše Krista a které říká: „Komu hříchy odpustíte, tomu jsou odpuštěny, a komu je neodpustíte, tomu odpuštěny nejsou“, máme odvahu říci: Ať už jste řekli mému pokornému člověku cokoli a cokoli jste neřekli, ať už z nevědomosti nebo zapomnětlivosti, ať už to bylo cokoli, kéž vám Bůh odpustí na tomto světě i v tom budoucím.
Kněz dodává: 
Kéž Bůh, který odpustil Davidovi skrze proroka Nátana, když vyznal své hříchy, a Petrovi, který hořce plakal pro své zapření, a hříšné ženě, která plakala u jeho nohou, a celníkovi a marnotratnému synovi, kéž tentýž Bůh odpustí skrze mne, hříšníka, všechno na tomto i na budoucím světě a postaví tě bez trestu před svůj hrozný soudný stolec. (Ve jménu ♱ Otce i Syna i Ducha svatého.) Už se nemusíš zabývat hříchy, které jsi vyznal, odejdi v pokoji.
Casimir Kucharek tvrdí, že ačkoli řečtí pravoslavní kněží obvykle používají formuli připisovanou Janu Postníkovi, mohou si sestavit i vlastní formuli.

### Slovanské jazykové prostředí
Rusové a další pravoslavní, jejichž oficiálním liturgickým jazykem je církevní slovanština, sice zastávají stejnou teologii jako Řekové, ale od dob Trebniku (rituál) metropolity Petro Mohyly z roku 1646 používají oznamovací formu rozhřešení po odprošovací modlitbě.
Po vyznání všech spáchaných hříchů kajícník skloní hlavu a kněz se pomodlí následující modlitbu, aby se připravil na rozhřešení: 
Pane Bože, spáso svých služebníků, milosrdný, soucitný a trpělivý, který lituješ našich zlých skutků a nepřeješ si smrt hříšníka, ale chceš, aby se odvrátil od svých zlých cest a žil. Smiluj se nyní nad svým služebníkem N. a dej mu (jí) obraz pokání, odpuštění hříchů a vysvobození, odpusť mu (jí) všechny hříchy, ať už dobrovolné či nedobrovolné. Smíř ho (ji) a sjednoť se svou svatou [katolickou a apoštolskou církví] skrze Ježíše Krista, našeho Pána, jemuž s Tebou náleží vláda a moc, nyní i vždycky a na věky věků.
Poté kajícník poklekne a kněz položí svou štolu na jeho hlavu a pronese následující rozhřešení: 
Kéž ti náš Pán a Bůh Ježíš Kristus z milosti a soucitu své lásky k lidstvu odpustí, mé dítě N., všechna tvá provinění. A já, jeho nehodný kněz, ti skrze moc, která mi byla dána, odpouštím a rozhřešuji všechny tvé hříchy ♱ ve jménu Otce i Syna i Ducha svatého.  [Nyní se již nemusíte zabývat hříchy, které jste vyznali, a odejděte v pokoji s vědomím, že tyto hříchy jsou od vás tak daleko, jako je východ od západu.] Amen.

## Starobylé východní církve
Starobylé východní církve (zvané též orientální pravoslavné církve apod.) jsou východní křesťanské církve, které uznávají pouze první tři ekumenické koncily – První nicejský koncil, První konstantinopolský koncil a První efezský koncil. Starobylé východní církve, které katolíci a pravoslavní často nazývají monofyzity, odmítají toto označení jako nepřesné, neboť odmítly učení Nestoria i Eutycha. Dávají přednost označení miafyzité.
Ačkoli nejsou ve společenství s katolickou, pravoslavnou ani asyrskou církví, ekumenické dialogy s orientálními pravoslavnými církvemi vedly ke společným prohlášením o společném učení. Arménská, koptská, etiopská, malankarská a syrská pravoslavná církev jsou ve vzájemném plném společenství, ale v praxi a učení o rozhřešení a pokání se mírně liší.

### Arménská pravoslavná církev
Heinrich Denzinger ve svém díle Ritus Orientalium (1863) uvádí úplný překlad kajícího rituálu používaného arménskou apoštolskou církví z arménštiny do latiny. Tato verze je doložena již v 9. století. Je pozoruhodné, že formě rozhřešení, která je deklarativní, předchází také prosebná modlitba o milosrdenství a odpuštění. 
Kéž se nad tebou milosrdný Pán slituje a odpustí ti tvé viny; na základě své kněžské moci, z moci a příkazu Božího vyjádřeného těmito slovy: „Cokoli svážeš na zemi, bude svázáno v nebi“, tě rozhřešuji od tvých hříchů, rozhřešuji tě od tvých myšlenek, od tvých slov, od tvých skutků, ve jménu Otce i Syna i Ducha svatého, a navracím tě do svátosti Církve svaté. Ať jsou ti všechny tvé dobré skutky přírůstkem zásluh, ať jsou ti ke slávě věčného života, amen.
Modernější verze je následující: 
Kéž se nad vámi Bůh, který miluje lidstvo, smiluje a odpustí vám všechny hříchy, jak ty, které jste vyznali, tak ty, na které jste zapomněli. Proto vás s kněžskou autoritou, která mi byla svěřena, a na základě Pánova příkazu, že „cokoli odpustíte na zemi, bude odpuštěno i v nebi“, vás samotným Jeho slovem rozhřešuji od veškeré účasti na hříchu spáchaném myšlenkou, slovem i skutkem, ve jménu Otce i Syna i Ducha svatého, a znovu vás připojuji ke svátostem svaté církve, aby vám vše, co učiníte, bylo počítáno k dobru a ke slávě v budoucím životě. Amen.

#### Nesvátostné rozhřešení
Při božské liturgii se kněz těsně před podáním svátosti svatého přijímání modlí:
Pane, smiluj se. Pane, smiluj se. Pane, smiluj se.
Kéž se nad vámi Bůh, který miluje lidstvo, smiluje a odpustí vám všechny vaše hříchy, jak ty, které jste vyznali, tak i ty, na které jste zapomněli.Proto vás s kněžskou autoritou, která mi byla svěřena, a na základě Pánova příkazu, že „cokoli odpustíte na zemi, bude odpuštěno i v nebi“, jeho vlastním slovem zbavuji veškeré účasti na hříchu, a to v myšlenkách, slovech i skutcích, ve jménu Otce i Syna i Ducha svatého. A znovu tě připouštím ke svátostem svaté církve, aby se ti vše, co učiníš, počítalo k dobrému a ke slávě budoucího života. Amen.

### Koptská pravoslavná církev
Henri Hyvernat tvrdí, že liturgické knihy Koptů neobsahují žádné kající formule, nicméně je to proto, že Koptové do rituálních knih zahrnují pouze to, co se v jiných knihách nenachází. Modlitby svátostného rozhřešení jsou stejné jako ty, které kněz pronáší na začátku božské liturgie. 
William du Bernat ve svých Lettres édifiantes napsaných Fleurianovi říká v souvislosti se svátostí pokání u Koptů, že Koptové věří, že jsou povinni se plně vyznat ze svých hříchů. Poznamenává také, že po rozhřešení knězem tentýž kněz přidává „požehnání“. Bernat to přirovnává k modlitbě Passio Domini, která se používá v římském ritu (viz výše) po udělení rozhřešení. To však Hyvernat odmítá.
Po recitaci žalmu 51 a vyznání kajícníka položí kněz vestoje křížek v pravé ruce na hlavu zpovídajícího se, přidrží jeho spánek mezi prsty a pomodlí se tři modlitby. První dvě modlitby se nezmiňují o rozhřešení, ale připravují na něj úkony víry a adorace s prosbou o dobrodiní. 
Nejprve:
Pane, který jsi nám dal moc šlapat po hadech a štírech a po veškeré moci nepřítele, rozdrť rychle jeho hlavy pod našima nohama a rozptyl před námi každý jeho slabý úmysl, který je proti nám.  Neboť Ty jsi Král nás všech, Kriste, náš Bože, a Tobě vzdáváme slávu, čest a úctu spolu s Tvým dobrým Otcem a svatým, životodárným a soupodstatným Duchem, nyní i vždycky a po všechny věky věků. Amen.
Za druhé:
Ty, Pane, který jsi stvořil nebesa, sestoupil jsi a stal ses člověkem pro naši spásu. Ty jsi ten, který sedí na cherubech a serafínech a shlíží na ty, kdo jsou pokorní. I nyní jsi, náš Mistře, ten, k němuž pozvedáme oči svých srdcí, Pán, který odpouští naše nepravosti a zachraňuje naše duše od zkázy. Klaníme se Tvému nevýslovnému soucitu a prosíme Tě, abys nám dal svůj pokoj, neboť jsi nám dal všechno. Získej nás pro sebe, Bože, náš Spasiteli, neboť neznáme nikoho jiného než Tebe; Tvé svaté jméno vyslovujeme. Obrať nás, Bože, k tomu, abychom se Tě báli a toužili po Tobě. Měj zalíbení v tom, že zůstáváme v užívání Tvých dobrých věcí, a ty, kdo sklonili hlavu pod Tvou ruku, povyšuj na cestách života a zdob je ctnostmi. A kéž jsme všichni hodni Tvého království na nebesích, skrze dobrou vůli Boha, Tvého dobrého Otce, s nímž jsi požehnán svatým, životodárným Duchem, s Tebou soupodstatným, nyní i na věky věků. Amen.
Třetí je pak vlastní „Rozhřešení Syna“. První část této modlitby je prosebná a žádá Krista o odpuštění, které udělil svým apoštolům a kněžím, kteří přijali apoštolskou službu. V závěrečné části je použit imperativ. Tuto modlitbu používají také koptští katolíci:
Mistře, Pane Ježíši Kriste, jednorozený Synu a Logu Boha Otce, který svým spásným, životodárným utrpením zlomil všechna pouta našich hříchů; který dýchl do tváří svých svatých učedníků a svatých apoštolů a řekl jim: „Přijměte Ducha svatého. Komu hříchy odpustíte, tomu budou odpuštěny, a komu je zadržíte, tomu budou zadrženy.“ Nyní jsi, náš Mistře, skrze své svaté apoštoly ráčil dát milost i jejich nástupcům v kněžské službě v lůně své svaté Církve, schopnost odpouštět hříchy na zemi, svazovat a rozvazovat každé pouto nepravosti. Nyní tě také prosíme a vyprošujeme si tvou dobrotu, milovníku lidstva, za tvého služebníka N., jehož hlava je skloněna před tvou svatou slávou, aby dosáhl tvé milosti a abys rozvázal každé pouto jeho (jejích) hříchů, kterých se proti tobě dopustil, ať už vědomě či nevědomě, nebo ze strachu, slovem, skutkem či slabostí. Ty, Mistře, který znáš lidskou slabost, jako dobrý a milující Bůh nám dej odpuštění našich hříchů ♱ (Kněz se pokřižuje). Požehnej nám, očisti nás, rozhřeš nás a odpusť svému služebníku N. (Kněz pokřižuje kajícníka). Naplň nás svou bázní a narovnej nás ke své svaté, dobré vůli, neboť ty jsi náš Bůh a tobě náleží všechna sláva, čest, vláda a klanění, s tvým dobrým Otcem a Duchem svatým, s tebou soupodstatným, nyní i na věky věků. Amen.

#### Nesvátostné rozhřešení
Výše uvedené rozhřešení Syna, s malou úpravou, a to tak, že se rozhřešení dává jednomu kajícníkovi, nikoli skupině lidí, je součástí eucharistické liturgie svatého Basila. Irenee-Henri Dalmais upozorňuje, že běžnou praxí je považovat cenzuru na začátku eucharistické liturgie za svátost pokání. Věřící se zpovídají u kadidelnice a kněz se modlí slavnostní formu rozhřešení zvanou „Rozhřešení syna“. Kterýkoli kněz je hlavním celebrantem nebo nejstarším, modlí se následující rozhřešení: 
Ať jsou Tvoji služebníci, Pane, kteří dnes slouží, igumenové, kněží, jáhni, duchovenstvo, shromáždění i moje vlastní slabost, rozhřešeni a požehnáni z úst Nejsvětější Trojice, Otce, Syna a Ducha svatého, z úst jedné svaté, katolické a apoštolské církve, z úst dvanácti apoštolů, Božího vidoucího, Marka Evangelisty, svatého apoštola a mučedníka, patriarchy svatého Severa, našeho učitele Dioskora, svatého Atanáše apoštolského, svatého Petra, velekněze a pečeti mučedníků, svatého Jana Zlatoústého, svatého Cyrila, svatého Basila, svatého Řehoře, z úst tří set osmnácti, kteří se sešli v Niceji, sto padesáti, kteří se sešli v Konstantinopoli, a dvou set, kteří se sešli v Efezu, z úst našeho ctihodného velekněze a otce [Anba . ... ] a jeho pomocníka v apoštolské službě, našeho ctihodného metropolity [biskupa] a otce [Anba ... ], a z úst mé vlastní slabosti. Neboť požehnané a plné slávy je tvé svaté jméno, Otce i Syna i Ducha svatého, nyní i na věky.
Další rozhřešení, zvané „ Rozhřešení Otce“, se nachází po modlitbě Páně, která následuje po eucharistické modlitbě. V tomto rozhřešení se kněz modlí:
Mistře, Pane Bože, Pantokratore, léčiteli našich duší, našich těl a našich duchů, Ty jsi ten, který řekl našemu otci Petrovi ústy svého jednorozeného Syna, našeho Pána, Boha a Spasitele Ježíše Krista: „Ty jsi Petr a na této skále buduji svou Církev a brány pekel ji nepřemohou. Tobě dám klíče od nebeského království, co svážeš na zemi, bude svázáno v nebi, a co rozvážeš na zemi, bude rozvázáno v nebi.“ Kéž, Pane, tvým služebníkům, mým otcům a bratřím i mé vlastní slabosti odpustím, skrze tvého svatého Ducha, ó dobrý a milovníku lidstva. Bože, který jsi nesl hřích světa, ráčil jsi přijmout pokání svých služebníků – jako světlo k poznání a odpuštění hříchů. Vždyť jsi Bůh laskavý a milosrdný, shovívavý, spravedlivý a soucitný. Jestliže jsme proti Tobě zhřešili slovem nebo skutkem, odpusť nám, neboť jsi dobrý a miluješ lidstvo. Odpusť nám, Bože, a odpusť celému svému lidu [zde kněz zmiňuje jména živých i mrtvých osob a sebe sama] každý hřích, každou kletbu, každý nevděk, každou falešnou přísahu, každé setkání s bezbožnými kacíři. Daruj nám, Pane, dobrou mysl a sílu rozumu, abychom až do konce utíkali před každou nepravostí a konali to, co tě pokaždé uspokojí. Zapiš naše jména spolu se všemi zástupy svých svatých do nebeského království. Skrze Ježíše Krista, našeho Pána.
Pamatuj, Pane, na mou slabost a odpusť mi mnohé hříchy, a kde se rozmnožilo provinění, ať se v hojnosti rozmnoží tvá milost. Pro mé vlastní hříchy a ohavnost mého srdce nezbavuj svůj lid milosti svého Ducha svatého. Zprostěte nás i celý svůj lid každého hříchu, každého prokletí, každého zapírání, každé falešné přísahy a každého setkání s kacíři a pohany. Pane náš, dej nám rozum, sílu a porozumění, abychom utekli před každým zlým skutkem protivníka, a dej nám, abychom vždy konali to, co je ti milé. Zapiš naše jména s celým sborem svých svatých v nebeském království v Kristu Ježíši, našem Pánu, skrze něhož ti náleží sláva, čest, vláda a uctívání, s ním a s Duchem svatým, dárcem života, který je s tebou jedné podstaty, nyní i v každé době a až do věků věků. Amen.

### Syrská a malankarská pravoslavná církev
Syrští křesťané, kteří jsou sjednoceni s římským stolcem, používají při udělování rozhřešení poměrně novou deklarativní formu. Současné miafyzitské církve, někdy nazývané jakobitské, v Sýrii a Indii nejen učí, že jejich kněží mají od Krista moc rozhřešovat od hříchů, ale jejich obřad vyjadřuje tutéž moc. Denzinger ve svém Ritus Orientalium zachoval dokument z 12. století, který v plném rozsahu uvádí způsob rozhřešení.
Jeden příklad rozhřešení je deklarativní, ale ve třetí osobě ve dvou prosbách vzývajících Otce, respektive Syna, a deprekativní v závěrečné prosbě vzývající Ducha svatého. 
Ve jménu Otce je hřích odstraněn z tvé duše i těla. Amen. Ve jménu Syna jsi učiněn čistým a svatým. Amen. Ať je ti odpuštěno a můžeš se podílet na svatých tajemstvích ve jménu Ducha svatého (pro věčný život). Amen.
V současné době používaný formulář pro rozhřešení laiků používá první osobu indikativu, zatímco rozhřešení duchovních je ve třetí osobě depreciativního tvaru. Malankarská církev, která pochází ze syrské pravoslavné církve, používá stejnou formuli. 
Při rozhřešení laiků položí kněz pravou ruku na hlavu kajícníka a řekne: 
Kéž se nad vámi Bůh smiluje a dovede vás k věčnému životu. Z moci posvátného kněžství, které náš Pán, Ježíš Kristus, svěřil svým učedníkům, kteří je zase předávali svým nástupcům, až bylo svěřeno mé pokorné osobě. Odpouštím ti, můj bratře, všechny hříchy, které jsi vyznal a litoval jich, jakož i všechna provinění, která ti z paměti unikla, ve jménu Otce ♱, Syna ♱ a Ducha svatého ♱ pro život věčný. Amen.
Pro rozhřešení duchovního kněz řekne:
Kéž Bůh, který požehnal svým svatým učedníkům, požehná i vám. Kéž vás uchrání od všech zlých skutků a zdokonalí vás v milostivých, abyste byl strážcem jeho přikázání a plnitelem jeho zákonů. Kéž z vás učiní vyvolenou nádobu, která se hodí ke službě Jeho slávě. Kéž se v Něm těšíte pokoji a kéž je s vámi spokojen a podle Jeho dobré vůle jste požehnán, rozhřešen a posvěcen ve jménu Otce ♱, amen, a Syna ♱, amen, a Ducha svatého ♱ pro věčný život. Amen.

## Luteránské církve
Hlavní článek: Zpověď (luteránská církev)

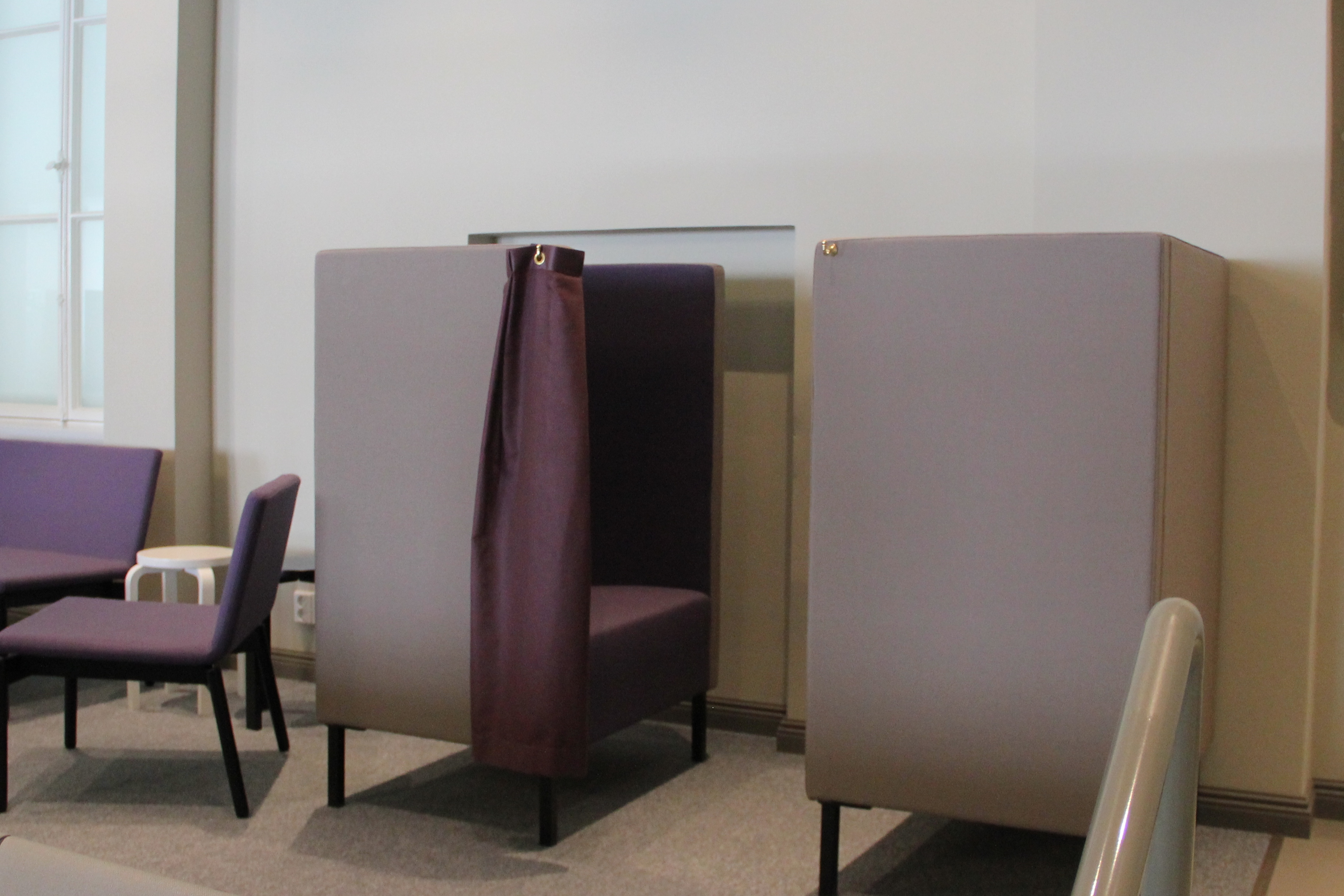
Evangelicko-lutheránská zpovědnice v Lutherově kostele (Helsinky, Finsko); Augsburské vyznání dělí pokání na dvě části: „Jedna je lítost, to znamená hrůza, která bije do svědomí z vědomí hříchu; druhá je víra, která se rodí z evangelia neboli z rozhřešení a věří, že pro Krista jsou hříchy odpuštěny, utěšuje svědomí a zbavuje ho hrůzy.“

Luther ve svých prvních spisech hovoří o křtu, eucharistii a rozhřešení jako o třech různých svátostech a ve svých pozdějších dílech píše o tom, že rozhřešení je také rozšířením odpuštění vyjádřeného a zakoušeného ve svátosti křtu. Ve Velkém katechismu z roku 1529 (a tedy i v Knize svornosti z roku 1580) se tak o rozhřešení hovoří jako o třetí svátosti a uvádí se v něm: „A zde vidíte, že křest svou mocí i významem zahrnuje také třetí svátost, která byla nazvána pokáním, protože ve skutečnosti není ničím jiným než křtem. Neboť co jiného je pokání než upřímný útok na starého člověka (aby byly omezeny jeho žádosti) a vstup do nového života?“ Martin Luther chválil praxi zpovědi a v exhortaci z roku 1529 ji označil za svátost, přičemž také napsal: „Zde bychom měli mluvit také o zpovědi, kterou zachováváme a chválíme jako něco užitečného a prospěšného“.
V současnosti luteráni provádějí „zpověď a rozhřešení“ ve dvou formách. Stejně jako římští katolíci považují za biblické důkazy pro zpověď Jak 5, 16 (Kral, ČEP) a Jan 20, 22–23 (Kral, ČEP). První forma zpovědi a rozhřešení se provádí při bohoslužbě se shromážděným společenstvím (podobně jako v anglikánské tradici). Zde se celé shromáždění na okamžik zastaví k tichému vyznání, odříká confiteor a přijme Boží odpuštění prostřednictvím pastora, který říká následující (nebo podobná) slova: „Na základě tohoto vašeho vyznání a místo a z příkazu mého Pána Ježíše Krista vám odpouštím všechny vaše hříchy ve jménu Otce i Syna i Ducha svatého.“
Druhá forma zpovědi a rozhřešení je známá jako „svaté rozhřešení“, které se provádí soukromě před farářem (běžně pouze na požádání). Zde zpovídající se osoba (tzv. „kajícník“) vyznává své individuální hříchy a činí úkon lítosti, zatímco farář, jednající in persona Christi, oznamuje tuto následující formuli rozhřešení (nebo podobnou): „Ve jménu Otce i Syna i Ducha svatého vám odpouštím všechny vaše hříchy.“ V luteránské církvi je pastor vázán zpovědním tajemstvím (podobně jako v římskokatolické tradici). Lutherův Malý katechismus říká, že „pastor se zavazuje, že o hříších, které mu byly sděleny v soukromé zpovědi, nebude nikomu jinému vyprávět, neboť tyto hříchy byly smazány.“
V současné době se například očekává před prvním přijetím eucharistie. Mnozí luteráni přijímají před přijetím eucharistie svátost pokání.

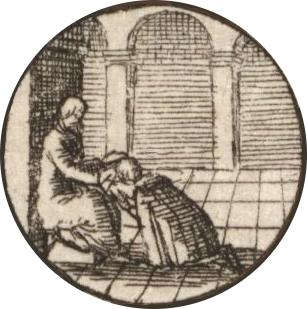
„Soukromé rozhřešení by mělo být v církvích zachováno, i když při zpovědi není nutné vyjmenovávat všechny hříchy.“ – Augsburské vyznání, článek 9

## Anglikánské společenství
Hlavní článek: Anglikánské svátosti
V anglikánské církvi a v anglikánském společenství obecně se formální, svátostné rozhřešení uděluje kajícníkům ve svátosti pokání, která se nyní formálně nazývá smíření kajícníka a hovorově „zpověď“. Existuje také generální rozhřešení udělované po generální zpovědi v obřadech ranních a večerních modliteb a po generální zpovědi v eucharistii. 
Rozhřešení často provázejí fyzické úkony. Kněz nebo biskup udělá nad shromážděním znamení kříže. Znamení kříže mohou udělat i ti, kdo rozhřešení přijímají. 
Anglikánské modlitební knihy obsahují formuli rozhřešení přinejmenším při denních modlitbách, při eucharistii a při návštěvě nemocných. První dvě formule jsou obecné, podobné liturgickému rozhřešení používanému v římské církvi; třetí je z povahy věci individuální. Oficium prvních knih společných modliteb obsahovalo rozhřešení, které se četlo jednak jako ujištění o odpuštění, které vkládalo děj do rukou Boha („On [Bůh] odpouští a rozhřešuje všechny, kdo se upřímně kají“), jednak jako kněžské zprostředkování („Bůh dal moc a příkaz svým služebníkům, aby jeho lidu oznamovali a vyslovovali ... rozhřešení a odpuštění jeho hříchů“). Následuje formulář rozhřešení pro nemocné v Book of Common Prayer: „NÁŠ Pán Ježíš Kristus, který zanechal své církvi moc rozhřešovat všechny hříšníky, kteří se upřímně kají a věří v něj, ti ze svého velkého milosrdenství odpustí tvá provinění: A jeho mocí, která mi byla svěřena, tě rozhřešuji od všech tvých hříchů ve jménu Otce i Syna i Ducha svatého. Amen.“ 
Kanadská Kniha alternativních bohoslužeb slova rozhřešení mírně upravuje: „Náš Pán Ježíš Kristus, který zanechal své církvi moc odpouštět hříchy, vás skrze mou službu mocí svého Ducha svatého rozhřeší a navrátí vám dokonalý pokoj církve“.
Rozhřešení během ranní modlitby:
VŠEMOHOUCÍ Bůh, Otec našeho Pána Ježíše Krista, který si nepřeje smrt hříšníka, ale spíše to, aby se odvrátil od své špatnosti a žil, a dal svým služebníkům moc a příkaz, aby jeho lidu, který se kaje, zvěstovali a oznamovali rozhřešení a odpuštění jejich hříchů: odpouští a rozhřešuje všechny, kteří se upřímně kají a nezištně věří jeho svatému evangeliu. Proto ho prosme, aby nám udělil pravé pokání a svého svatého Ducha, aby se mu líbily ty věci, které nyní děláme, a aby zbytek našeho života po smrti byl čistý a svatý, abychom nakonec došli k jeho věčné radosti; skrze Ježíše Krista, našeho Pána.
Lid: Amen.
— Rozhřešení neboli odpuštění hříchů pronese kněz sám ve stoje; lid stále klečí.
Rozhřešení během svatého přijímání: 
VŠEMOHOUCÍ Bůh, náš nebeský Otec, který ze svého velikého milosrdenství slíbil odpuštění hříchů všem, kdo se k němu s upřímným pokáním a pravou vírou obrátí, smiluj se nad vámi, odpusť vám a vysvoboď vás ze všech vašich hříchů, utvrď vás a posiluj ve všem dobrém a přiveď vás k věčnému životu skrze Ježíše Krista, našeho Pána.
Lid: Amen.
— Potom kněz (nebo přítomný biskup) vstane, obrátí se k lidu a pronese toto rozhřešení.
Rozhřešení při návštěvě nemocných: 
NÁŠ Pán Ježíš Kristus, který zanechal své církvi moc rozhřešovat všechny hříšníky, kteří se upřímně kají a věří v něho, ti ze svého velkého milosrdenství odpustí tvé viny: A jeho mocí, která mi byla svěřena, tě rozhřešuji od všech tvých hříchů ve jménu Otce i Syna i Ducha svatého.
Nemocný: Amen.
Není-li přítomen kněz, přečte ten, kdo bohoslužbu řídí, kolektu pro 21. neděli po Nejsvětější Trojici: 
UDĚL, prosíme tě, milosrdný Pane, svému věrnému lidu odpuštění a pokoj, aby byl očištěn od všech svých hříchů a sloužil ti s klidnou myslí; skrze Ježíše Krista, našeho Pána.
Z veřejné zpovědi a rozhřešení – William Nicholls: 
Podle tohoto tvého vyznání, které jsi zde otevřeně učinil před tváří Boha a této jeho svaté církve, ti ve jménu Božím a z titulu svého nejsvětějšího úřadu, podle příkazu Ježíše Krista a jeho výslovných a účinných slov, oznamuji N. N. odpuštění tohoto hříchu N., z něhož jsi usvědčen, a všech tvých ostatních hříchů, ve jménu Boha Otce, Syna a Ducha svatého, amen.
Jdi v Božím pokoji a už nehřeš.
— Pak položí ruku na kajícníka a rozhřeší ho (nebo ji) touto formou.
O zpovědi a rozhřešení – William Nicholls: 
Neboť tolik, kolik z hloubi svého srdce jsi. Lituješ svých hříchů, nenávidíš je a s pevnou vírou se utíkáš k Božímu milosrdenství v Ježíši Kristu, a navíc slibuješ, že z Boží milosti budeš od nynějška žít svatěji a zbožněji; ve jménu a autoritě Boží, z titulu svého úřadu a z moci, kterou mi Bůh shůry dal k odpouštění hříchů na zemi, ti ve jménu Boha Otce, Syna a Ducha svatého oznamuji odpuštění všech tvých hříchů.
Kéž Bůh, který v tobě započal dobré dílo, je dovede k dokonalosti až do dne našeho Pána Ježíše Krista a zachová tě v pravé a živé víře až do konce tvého života, skrze Ježíše Krista. Amen.
— Služebník na něj položí ruku a ve jménu Nejsvětější Trojice mu oznámí odpuštění všech jeho hříchů.

## Metodistické církve
V metodistické církvi je pokání definováno v článcích náboženství jako jedna z „ běžně nazývaných svátostí, které se však nepočítají ke svátostem evangelia“, známých také jako „pět menších svátostí“. John Wesley, zakladatel metodistické církve, zastával „ve své době platnost anglikánské praxe, jak se odráží v Book of Common Prayer z roku 1662“, když prohlásil, že „přiznáváme lidem zpověď, aby byla v mnoha případech užitečná: veřejná, v případě veřejného pohoršení; soukromá, duchovnímu vůdci pro rozptýlení svědomí a jako pomoc k pokání.“ Kniha bohoslužeb Sjednocené metodistické církve obsahuje obřad soukromé zpovědi a rozhřešení v A Service of Healing II, při níž starší pronese slova „Ve jménu Ježíše Krista je ti odpuštěno!“; některé metodistické církve mají pravidelně naplánovanou zpověď a rozhřešení, zatímco jiné ji poskytují na požádání. Zpověď se v metodistických církvích koná prostřednictvím kajícných skupin, které se scházejí o sobotách; od počátku metodismu jsou určeny k duchovnímu vedení lidí, kteří odpadli. Protože podle metodismu moc klíčů „náleží všem pokřtěným“, nemusí být soukromá zpověď nutně vykonána u pastora, a proto je povolena i laická zpověď, i když to není pravidlem.
V době blízké smrti se mnozí metodisté zpovídají ze svých hříchů a kromě pomazání dostávají od ordinovaného duchovního rozhřešení. V metodismu je duchovní vázán zpovědním tajemstvím, přičemž v Kázni o disciplíně (The Book of Discipline) se uvádí: „Všichni duchovní Sjednocené metodistické církve jsou povinni zachovávat neporušenost všech důvěrných informací, včetně zpovědního tajemství.“ Každý zpovědník, který vyzradí informace odhalené při zpovědi, podléhá podle kanonického práva defroxii. Stejně jako v luteránství je i v metodistické tradici nejběžnější praxí společná zpověď, přičemž metodistická liturgie zahrnuje „modlitby vyznání, utvrzení a odpuštění“. Tradiční zpověď v rámci nedělní bohoslužby (The Sunday Service), prvního liturgického textu používaného metodisty, pochází z bohoslužby Ranní modlitby v Knize společných modliteb. Vyznání vlastních hříchů je obzvláště důležité před přijetím svatého přijímání; oficiální publikace Spojených metodistů o eucharistii s názvem Toto svaté tajemství (This Holy Mystery) uvádí, že:
Na pozvání ke stolu odpovídáme okamžitým vyznáním svých osobních i společných hříchů v důvěře, že „jestliže vyznáme své hříchy, ten, který je věrný a spravedlivý, nám hříchy odpustí a očistí nás od každé nepravosti“ – 1Jan 1, 9 (Kral, ČEP). Na naše vyjádření lítosti odpovídá rozhřešení, v němž je vyhlášeno odpuštění: „Ve jménu Ježíše Krista je ti odpuštěno!“
Mnozí metodisté, podobně jako ostatní protestanti, pravidelně vyznávají své hříchy samotnému Bohu a tvrdí, že „když se vyzpovídáme, obnoví se naše společenství s Otcem. On rozšiřuje své rodičovské odpuštění. Očišťuje nás od veškeré nepravosti, čímž odstraňuje následky dříve nevyznaného hříchu. Jsme opět na cestě k uskutečnění toho nejlepšího plánu, který má pro náš život.“

## Reformované církve
Zakladatelé reformované tradice (kontinentální reformovaní, presbyteriáni, kongregacionalisté) napadali kající praxi katolické církve a lišili se ve svém učení na toto téma. Názory některých kalvínských reformátorů vyjádřené v jejich pozdějších teologických dílech se od starého postoje tak výrazně neliší.
Ulrich Zwingli zastával názor, že hřích odpouští pouze Bůh, a v doufání v odpuštění od pouhého tvora neviděl nic jiného než modlářství. Pokud zpověď faráři „měla něco dobrého“ (měla nějaký užitek), pak pouze jako návod. Ve vyznání hříchů faráři neviděl žádnou hodnotu a v praxi zpovědi žádnou míru svátosti. 
Jan Kalvín popíral jakoukoli myšlenku svátosti, když se jednalo o pokání. Druhé helvetské vyznání (1566) popírá nutnost zpovědi knězi, ale tvrdí, že moc udělená Kristem k rozhřešení je prostě moc hlásat lidem Ježíšovo evangelium a v důsledku toho odpuštění hříchů: „Rite itaque et efficaciter ministri absolvunt dum evangelium Christi et in hoc remissionem peccatorum prædicant“. (Proto, a účinně, služebníci, a zároveň evangelium Kristovo a v tomto odpuštění hříchů). (Druhé helvetské vyznání 14.4–6)

## Liberální katolické hnutí
Liberální katolické hnutí věří, že rozhřešení je důležité. Mezinárodní liberální katolická církev uvádí: Učíme, že Kristus dal kněžím své církve moc rozhřešovat kající věřící od jejich hříchů. Učíme, že svátost rozhřešení je uvolněním z pout hříchu, obnovením vnitřní harmonie, která byla narušena proviněním, aby člověk mohl znovu začít směřovat ke spravedlnosti. Neučíme, že rozhřešení je způsob, jak uniknout následkům svých špatných skutků. „Nedělejte si iluze, Bůh není klamán, neboť co člověk zaseje, to také sklidí“ – Gal 6, 7 (Kral, ČEP).

## Irvingovské církve
V irvingovských církvích, jako je například Novoapoštolská církev, se lidé mohou vyznat ze svých hříchů apoštolovi. Apoštol pak může „přijmout zpověď a vyhlásit rozhřešení“. Zpovědní tajemství mezi apoštolem a kajícníkem zajišťuje pečeť. V naléhavých případech může zpověď vyslechnout a rozhřešení vyhlásit kterýkoli kněz. V irvingovských křesťanských denominacích není ušní zpověď pro odpuštění nutná, ale poskytuje pokoj, pokud se věřící cítí zatížen.